# Sziklaugró (Transformers)
Sziklaugró egy autobot szereplő a Transformers univerzumban.

## Jellemzése

### G1
Sziklaugró elég kicsi termetű autobot. Pontosan ugyanúgy néz ki, mint Űrdongó, csak piros színű. Ennek ellenére az összes autobot közül talán ő a legerősebb. Mindig megérkezik, amikor veszély van és elpusztítja az álcákat. Bár ezt a tulajdonságát autobot-társai tiszteletben tartják, néha a helyzetet még ő sem tudja kezelni. Mottója: Hadd menjek én.
Sziklaugró fegyvere az "üveggáz", ami becsapódás után egy időre olyan törékennyé teszi ellenfelét, mint egy üveg. A "Fire in the Sky" című epizódban megemlíti lövegeit "leolvadási ciklus"-ként.
Sziklaugró a Bárkával érkezett a Földre, és amikor a hajó újraélesztette őket, Sziklaugró is felébredt. Új alakja egy piros Porsche 924 (Turbo) lett. Ezután Vérebbel együtt elindultak felderíteni, később megragadta az alkalmat, hogy lelője Megatront, de Lézercsőr megérkezett és ő és Véreb visszamentek a bázisra.
Sziklaugó bátorsága mindig helyén volt. Ő segítette egy erőtéren átjutni az autobotokat, hogy megakadályozzák, hogy az álcák elpusztítsák a Napot.
Kiderül azonban a második évadban, hogy Sziklaugró meggyőződik arról, hogy Délibáb áruló, mert eladta őket az álcáknak. Délibáb ezért, hogy bebizonyítsa azt, hogy ő nem áruló, egy rendszert dolgozott ki amelyben az álcák és az Insecticonok. egymás ellen harcolnak. Sziklaugró azonban követte őt és visszament a bázisra az adatokkal. Kiderült, hogy Délibáb nem is áruló, csak egy élő növényt ültetett el. Miután Sziklaugró elpusztította a növényt, bocsánatot kért Délibábtól.
Miután Üstökös az álcák "zsandárja" lett, első dolga az volt, hogy elfogjon egy autobotot. Sziklaugró és Jazz során leleplezte Optimusz fővezér szobrát.
Az Unikron elleni háborúban ő és Jazz sikertelenül menekültek, de ő mentette meg a "Bolygófalótól" Daniel Witwickyt. A csata után visszatért a Földre és egy piros színű Suzuki Swift alakját vette fel.

### Prime
A Transformers: Prime az egyetlen olyan sorozat, amelyben Sziklaugró (Cliffjumper) máshogy néz ki, mint Űrdongó, itt 2 szarva és háromszög alakú feje van. A rajzfilm szerint Arcee szerelme. az 1. rész elején bukkan fel és itt az álcák el is rabolják, Üstökös pedig szívébe szúrta a karmait. Később zombiként újjáélesztették, de Megatron kettévágta. Mikor az autobotok megérkeztek, Arcee haza akarta őt vinni, de nem sikerült neki. Cliffjumper leesik egy rakás energonba és eltűnik a robbanásban.

### Transformers - Animated
Utoljára itt jelent meg. Hasonlít Darázshoz, de nagyobbak a szarvai és ő maga egy piros-szürke színű kombináció jellemzi.

### Űrdongó
A 2018-ban készült mozifilmben ő is szerepet kapott. Egy jelenetben Arcee mellett tüzel, majd később az egyik mentőkabint használva elmenekül a háború sújtotta Kibertronról. Később két álca, Shatter és Dropkick elfogja a Szaturnusz egyik holdján, de amikor nem hajlandó elárulni, hol van Optimusz Fővezér, Dropkick kettéhasítja őt a borotvaéles pengéjével.

### Háború Kibertron bolygójáért trilógia
Egy rövid jelenet erejéig bukkan fel, amikor az Álcák eltörlik az Alfa Trion protokollt. Elita-1-el beszél rádión, de utána az örsöt - ahol ő van - eléri a bénító hullám. További sorsa ismeretlen, valószínűleg életét vesztette. Sziklaugró itt Űrdongó teljes hasonmása, annyi különbséggel, hogy vörös színű a teste.